# Stenhomalus sexmaculatus
Stenhomalus sexmaculatus là một loài bọ cánh cứng trong họ Cerambycidae.